# Český spolek pro zimní sporty
Český spolek pro zimní sporty byl český klub ledního hokeje, který sídlil v Praze. V roce 1909 se klub zúčastnil prvního ročníku Mistrovství zemí Koruny české. Klub došel až do finále, kde podlehl pražské Slavii vysoko 1:8. Mistrovství se klub zúčastnil po vynechání druhého ročníku, až v roce 1912. Klub opět došel do finále, kde znovu podlehl pražské Slavii tentokráte 0:8.

## Přehled ligové účasti
Stručný přehled
Zdroj: 
- 1909: Mistrovství zemí Koruny české (1. ligová úroveň v Čechách)
- 1912: Mistrovství zemí Koruny české (1. ligová úroveň v Čechách)

Jednotlivé ročníky
Zdroj: 
Legenda: ZČ - základní část, červené podbarvení - sestup, zelené podbarvení - postup, fialové podbarvení - reorganizace, změna skupiny či soutěže
| Čechy (1909 – 1912) |                               |           |         |                                       |          |
| Sezóny              | Soutěž                        | Úroveň    | ZČ      | Play-off, nadstavba, sk. o udržení... | Poznámky |
| 1909                | Mistrovství zemí Koruny české | 1. úroveň | nehráno | Finále                                |          |
| ...                 |                               |           |         |                                       |          |
| 1912                | Mistrovství zemí Koruny české | 1. úroveň | nehráno | Finále                                |          |